# Quichuana knabi
Quichuana knabi är en tvåvingeart som beskrevs av Shannon 1927. Quichuana knabi ingår i släktet Quichuana och familjen blomflugor.
Artens utbredningsområde är Bolivia. Inga underarter finns listade i Catalogue of Life.